# Vranj
Vranj (en serbe cyrillique: Врањ) est un village de l'est du Monténégro, dans la municipalité de Podgorica.

## Démographie

### Évolution historique de la population[1]
| 1948 | 1953 | 1961 | 1971 | 1981 | 1991 | 2003 |
| ---- | ---- | ---- | ---- | ---- | ---- | ---- |
| 582  | 522  | 738  | 671  | 903  | 916  | 836  |